# Меркулов, Сергей Владимирович
Сергей Владимирович Меркулов (род. 22 июня 1984, Москва) — российский муниципальный деятель, с 20 августа 2020 года — Глава управы района Гольяново Москвы.

## Краткая биография
В 2007 году окончил Московский Государственный Технический Университет им. Н. Э. Баумана по специальности «Роботы и робототехнические системы».
В 2008 году окончил Московский Государственный Университет им. Н. Э. Баумана по специальности «Экономика и управление на предприятии».
С 2008 по 2010 год — специалист 1 категории отдела жилищно-коммунального хозяйства, специалист 2 категории отдела капитального строительства ГУ управы района Косино-Ухтомский города Москвы.
С 2010 по 2011 год — заместитель руководителя ГКУ города Москвы «Инженерная служба района Косино-Ухтомский».
С 2011 по 2018 год работал в коммерческих структурах на руководящих должностях. В 2018 году занимал должность заместителя руководителя по комплексному содержанию объектов дорожного хозяйства в ГБУ города Москвы «Жилищник района Косино-Ухтомский».
С ноября 2018 замещал должность первого заместителя главы управы района Гольяново города Москвы по вопросам жилищно-коммунального хозяйства и благоустройства.
20 августа 2020 года распоряжением мэра Москвы назначен главой управы района Гольяново города Москвы.

## Личная жизнь
Женат, воспитывает дочь. Хобби — заниматься дайвингом.